# Miroslav Stoch
Miroslav Stoch (Nitra, 19 d'octubre de 1989) és un futbolista eslovac. Juga com a migcampista ofensiu o extrem i actualment milita al Fenerbahce SK de la Super Lliga de Turquia, club al com va tornar després d'un pas per l'Al AIN FC dels EAU.
Stoch es caracteritza per la seva rapidesa i mobilitat, que al seu torn es combinen amb els seus bons desbordaments i despenjades. Stoch basa el seu joc en els seus dos ídols futbolístics, Ronaldinho i Cristiano Ronaldo, als quals tracta d'emular sempre en el terreny de joc.
Stoch és una de les promeses del futbol eslovac, juntament amb els seus compatriotes Milan Lalkovič, que milita en el Chelsea FC, Marek Hamšík, en la SSC Napoli, i Vladimir Weiss, exjugador del RCD Espanyol.

## Trajectòria

### FC Nitra
Com a nen va ser vist rares vegades sense una pilota de futbol. El seu pare, també anomenat Miroslav, es va adonar del seu talent a una edat primerenca i el va inscriure en l'acadèmia d'un club local, el FC Nitra, el 1995.
El seu dur treball en l'acadèmia del Nitra el va fer ser considerat per l'entrenador Ivan Galád després d'anotar un Hat-Trick en l'equip de reserves davant el Slovan Bratislava, encara que només tenia 15 anys en aquest temps i a causa de les restriccions d'edat en la lliga eslovaca no va poder jugar fins als 16 anys. Va fer el seu debut amb el primer equip als 16 anys i sent pretès per diversos equips europeus, entre els quals estava el Chelsea FC d'Anglaterra.
L'abril de 2006, Stoch va signar un contracte amb Milan Lednický, un agent reconegut per la FIFA que estava rere els seus passos. Milan va portar a Stoch al OGC Niça de França, on va estar a prova, abans que el Chelsea FC d'Anglaterra s'interessés per ell i li oferís jugar en les seves files. Va signar per la Acadèmia del Chelsea Football Club el 2006.

### Chelsea FC

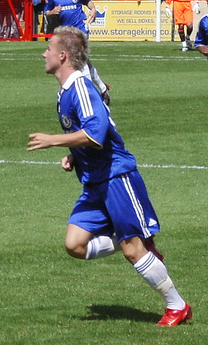
Stoch jugant amb el Chelsea FC.

Stoch es va convertir ràpidament en titular de l'equip juvenil, on va marcar 11 gols i va acabar la temporada 2006-07 com el golejador del equip juvenil. Va començar la temporada 2007-08 aconseguint destacar d'entre els seus altres companys, aconseguint un lloc en l'equip de reserves. Stoch també va declarar que estava prop de fer el seu debut amb el primer equip i que esperava que ho fes durant la temporada 2007-08. encara que finalment no va debutar aquesta temporada.
En la temporada 2008-09 Stoch es va guanyar un lloc en el primer equip. El 30 de novembre de 2008 Stoch va debutar amb el primer equip en la Premier League en un partit contra l'Arsenal FC substituint en el minut 81 a Deco. En aquest partit el Chelsea va ser derrotat per 2-1 en Stamford Bridge. Va fer la seva segona aparició amb l'equip el 17 de gener de 2009 en la Premier League contra el Stoke City, substituint en el minut 82 a John Obi Mikel i participant amb una assistència de gol a Frank Lampard, el qual li va donar la victòria al Chelsea per 2-1. Stoch també va fer el seu debut en la FA Cup el 14 de febrer del mateix any en un partit contra el Watford FC, substituint en el minut 72 a John Obi Mikel i servint amb una assistència a Nicolas Anelka per a l'anotació del primer gol. El partit va acabar en una victòria per 3-1 a favor del Chelsea.

### FC Twente

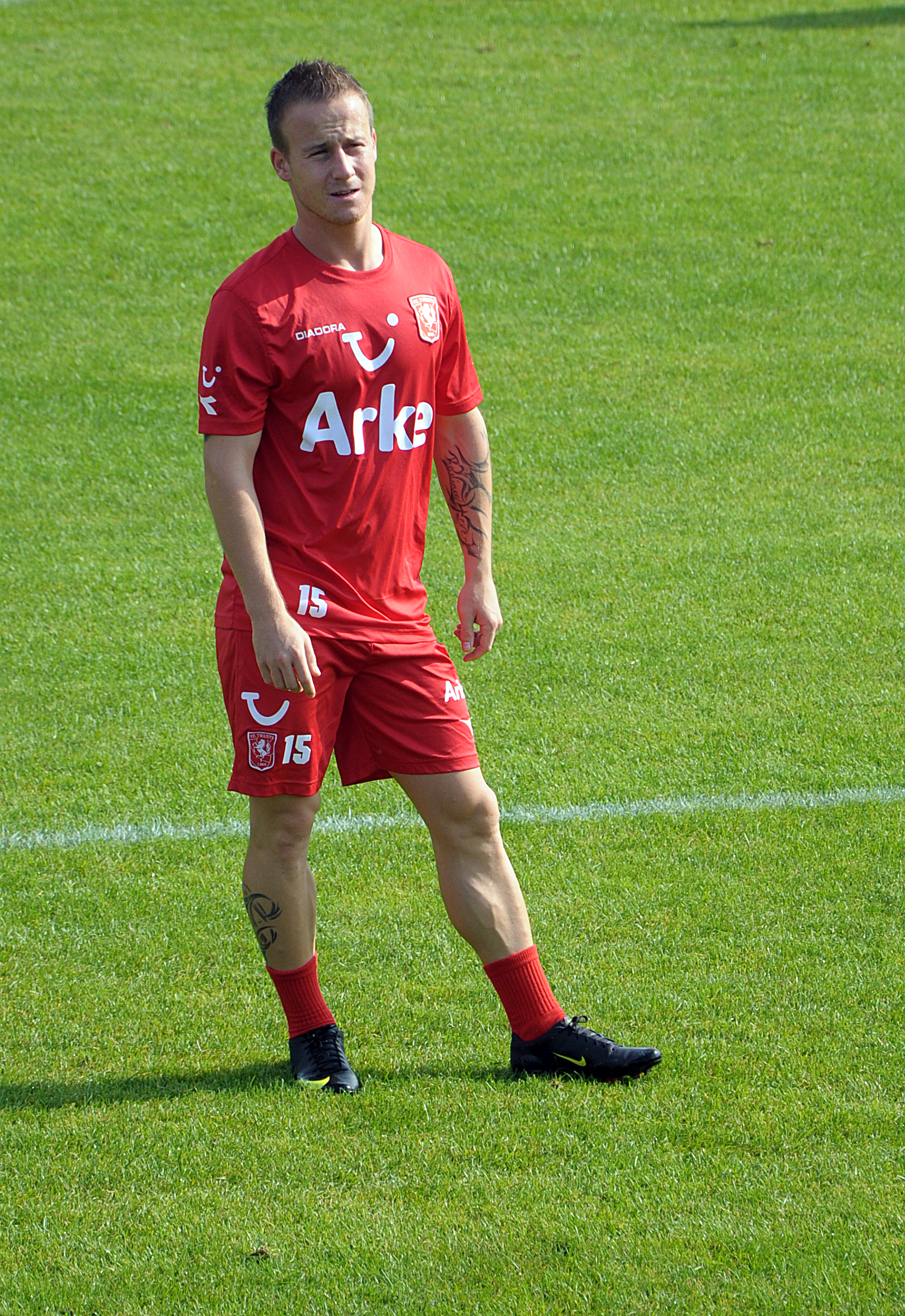
Stoch amb el FC Twente.

El 16 de juliol de 2009 va ser cedit en préstec al FC Twente de l'Eredivisie dels Països Baixos fins al final de la temporada 2009-10. Va debutar com a titular amb el Twente en la ronda classificatòria de la Lliga de Campions el 29 de juliol de 2009 contra el Sporting Lisboa, sortint de canvi al minut 74 per Cheick Tioté. En aquest partit el Sporting i el Twente van empatar a 0-0. També va debutar com a titular en l'Eredivisie l'1 d'agost de 2009 contra el Sparta Rotterdam, sortint de canvi al minut 84 per Dario Vujičević. En aquest partit el seu equip se'n va emportar la victòria per 2-0.
El seu segon partit en la ronda classificatòria de la Lliga de Campions va ser el 5 d'agost de 2009 en el partit de tornada en contra del Sporting Lisboa, sortint de canvi al minut 79 per Nikita Rukavytsya. En aquest partit el Twente i el Sporting van empatar a 1-1, quedant el FC Twente eliminat per gol de visitant, però classificant a la ronda classificatòria de la recentment creada UEFA Europa League contra el FK Karabakh de l'Azerbaidjan. El seu segon partit com a titular en l'Eredivisie va ser el 9 d'agost de 2009 contra el PSV Eindhoven, sortint de canvi al minut 75 per Dario Vujičević. En aquest partit el Twente i el PSV van empatar a 1-1.
Stoch va fer el seu debut en la UEFA Europa League el 18 de setembre de 2009 contra el Fenerbahçe SK, sortint de canvi al minut 69 per Dario Vujičević. En aquest partit el Twente es va imposar 1-2 com a visitant.
El 20 de setembre de 2009 Stoch va marcar el seu primer doblet amb el FC Twente en la victòria del seu equip 2-0 sobre el NAC Breda. El seu tercer gol amb el Twente va ocórrer el 25 d'octubre de 2009, quan va marcar al minut 5 el primer gol en la victòria del seu equip 4-0 sobre el FC Groningen. El seu quart gol amb el Twente va ser el 31 d'octubre de 2009, en marcar al minut 39 el gol que posava momentàniament a dalt al seu equip per 2-0 sobre el Roda JC. Al final el Twente es va imposar per 2-1.
El 5 de novembre de 2009 Stoch va marcar el seu segon doblet amb el Twente, però aquesta vegada en l'Europa League contra el Sheriff Tiraspol de Moldàvia, en marcar al minut 7 l'1-0 per al seu equip i al minut 87 el gol que li donava la victòria al Twente per 2-1. El seu tercer doblet amb el Twente va ser el 12 de desembre de 2009 davant el NAC Breda, en marcar l'1-1 al minut 58 i el 2-1 al minut 67 que posava momentàniament a dalt al seu equip. Al final, el Twente es va portar la victòria per 3-1.
El 2 de maig de 2010, en l'últim partit de lliga davant el NAC Breda, Stoch va marcar al minut 74 el gol que li va donar la victòria al seu equip per 2-0, la qual cosa va suposar l'obtenció del primer títol de lliga pel Twente des que el club va ser fundat el 1965, sent el segon títol que obtindria Stoch com a professional.

### Fenerbahçe SK
El 10 de juny de 2010, Stoch va ser contractat pel Fenerbahçe SK de Turquia, amb el qual va signar un contracte de 4 anys. El seu debut oficial amb el Fenerbahçe va ser el 28 de juliol de 2010 en la Lliga de Campions davant el Young Boys de Suïssa, marcant el seu primer gol al minut 42 del partit. No obstant això, la trobada va acabar en un empat a 2-2. El seu debut amb el Fenerbahçe en la lliga va ser el 15 d'agost de 2010 davant l'Antalyaspor, on va disputar els 90 minuts. En aquest partit, el Fenerbahçe es va imposar per 4-0. El seu primer gol en la lliga amb el Fenerbahçe va ser el 18 d'octubre de 2010 davant el Konyaspor, en haver marcat al minut 41 el terce gol del seu equip en la victòria per 4-1. El seu segon gol amb el Fenerbahçe no seria sinó fins a l'1 de maig de 2011 davant el İB Belediyespor, on al minut 2 va marcar el primer gol del seu equip en la victòria per 2-0. Després, el 22 de maig de 2011, Stoch es va proclamar campió de la Superliga de Turquia per primera vegada en la seva carrera, quan el Fenerbahçe es va imposar per 4-3 al Sivasspor.
Durant aquesta temporada, Stoch va acumular quatre assistències en la lliga, davant el Trabzonspor, davant el Gaziantepspor, davant l'Ankaragücü, i davant el Bucaspor. També va acumular dues assistències en la copa davant l'Ankaragücü.

## Internacional

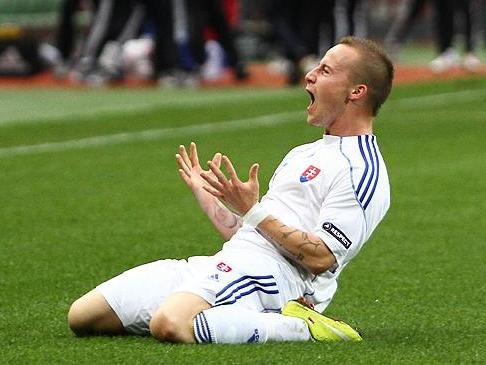
Stoch celebrant un gol amb la Selecció d'Eslovàquia.

Stoch va fer el seu debut oficial amb la Selecció d'Eslovàquia el 10 de febrer de 2009 davant Ucraïna, entrant de canvi al minut 70. La seva segona aparició amb el seleccionat eslovac ocorreria 24 hores després contra la Selecció de Xipre. El 6 de juny de 2009 Stoch va marcar el seu primer gol amb Eslovàquia enfront de San Marino, corresponent a la classificació europea a la Copa Mundial de Futbol de 2010, marcant al minut 35 en la golejada 7-0. El seu segon gol amb la selecció eslovaca va ser l'11 d'agost de 2010 davant la Selecció de Croàcia, en el qual Stoch va obrir el marcador al minut 50. No obstant això, el partit va acabar en un empat a 1-1. El seu tercer gol va ser gairebé un mes després, en la victòria del seu equip per 1-0 sobre Rússia, en el qual Stoch va marcar l'únic gol de la trobada.

### Gols com a internacional
- Llista de marcadors i resultats. En els marcadors, el primer nombre correspon als gols marcats per Eslovàquia.

| #  | Data       | Lloc                   | Adversari  | Gol | Resultat | Competició                  |
| -- | ---------- | ---------------------- | ---------- | --- | -------- | --------------------------- |
| 1. | 06-06-2009 | Bratislava, Eslovàquia | San Marino | 3-0 | 7-0      | Classificació Mundial 2010  |
| 2. | 11-08-2010 | Bratislava, Eslovàquia | Croàcia    | 1-0 | 1-1      | Amistós                     |
| 3. | 07-09-2010 | Moscou, Rússia         | Rússia     | 1-0 | 1-0      | Classificació Eurocopa 2012 |

### Participacions en Copes del Món
| Mundial                        | Seu        | Resultat         |
| ------------------------------ | ---------- | ---------------- |
| Copa Mundial de Futbol de 2010 | Sud-àfrica | Vuitens de final |

## Clubs
| Club                         | País                | Any         |
| ---------------------------- | ------------------- | ----------- |
| Chelsea FC                   | Anglaterra          | 2008 - 2010 |
| Football Club Twente (Cedit) | Països Baixos       | 2009 - 2010 |
| Fenerbahçe S.K.              | Turquia             | 2010 -      |
| PAOK Salónica FC (Cedit)     | Grècia              | 2013 - 2014 |
| Al-Ain FC (Cedit)            | Emirats Àrabs Units | 2014 - 2015 |

## Estadístiques
| Chelsea FC Anglaterra                     | 2008-09                  | 4  | 0  | 1 | 0 | 0  | 0 | 5  | 0  |
| Chelsea FC Anglaterra                     | Total                    | 4  | 0  | 1 | 0 | 0  | 0 | 5  | 0  |
| FC Twente Països Baixos                   | 2009-10                  | 32 | 10 | 2 | 0 | 11 | 2 | 45 | 12 |
| FC Twente Països Baixos                   | Total                    | 32 | 10 | 2 | 0 | 11 | 2 | 45 | 12 |
| Fenerbahçe SK Turquia                     | 2010-11                  | 23 | 2  | 4 | 0 | 3  | 1 | 30 | 3  |
| Fenerbahçe SK Turquia                     | Total                    | 23 | 2  | 4 | 0 | 3  | 1 | 30 | 3  |
| Total en la seva carrera                  | Total en la seva carrera | 59 | 12 | 3 | 0 | 15 | 3 | 77 | 16 |
| Estadístiques fins al 22 de maig de 2011. |                          |    |    |   |   |    |   |    |    |

- (*) Copa de Turquia, Copa dels Països Baixos, FA Cup i Football League Cup.
- (**) Lliga de Campions de la UEFA i Lliga Europa de la UEFA.

## Palmarès

### Tornejos nacionals
| Títol                | Club          | País          | Any     |
| -------------------- | ------------- | ------------- | ------- |
| FA Cup               | Chelsea FC    | Anglaterra    | 2008-09 |
| Eredivisie           | FC Twente     | Països Baixos | 2009-10 |
| Superliga de Turquia | Fenerbahçe SK | Turquia       | 2010-11 |
| Copa de Turquia      | Fenerbahçe SK | Turquia       | 2011-12 |

### Distincions individuals
| Distinció                           | Any  |
| ----------------------------------- | ---- |
| Millor Jugador Sub-21 de Eslovàquia | 2009 |
| Premi Puskás                        | 2012 |